# Bengt Holmström
Bengt Holmström (Helsinki, 18. travnja 1949.) finski je ekonomist i matematičar, redoviti profesor na MIT-u. Zajedno s britansko-amerićkim ekonomistom Oliverom Hartom 2016. dobio je Nobelovu nagradu za rad na teoriji ugovora i postavljanju temelja regulativnih mjera na području stečajeva, utvrđivanja plaća i političkog sustava.

## Životopis
Rođen je 1949. godine u Helsinkiju, u obitelji švedskih korijena. Iako se izjašnjava Fincem, istaknuti je pripadnik švedske nacionalne manjine u Finskoj, te osim finskog i engleskog, govori i švedski jezik. Nakon srednjoškolskog obrazovanja, upisuje studij matematike, prirodnih znanosti i ekonomije na Sveučilištu u Helsinkiju, gdje četiri godine kasnije stječe diplomu i naslov sveučilišnog prvostupnika. Doktorskom disertaciju o računskim operacijama u matematici, 1975. stječe naslov doktora znanosti na Sveučilištu Stanford.
Na MIT-u predaje od 1994. Prije toga, tri godine (1979. – 1982.) radio je kao profesor ekonomije na Sveučilištu Northwestern u Illinoisu. Nakon toga, do 1994. i zaposlenja na MIT-u, radio je kao profesor menadžmenta na Sveučilištu Yale. 2010. izabran je za najboljeg diplomata godine prema istraživanju Helsinškog sveučilišta, a jedno vrijeme bio je i predstojnik katedre za ekonomiju.
Član je Američke akademije umjetnosti i znanosti i Švedske kraljevske akademije znanosti. Drži počasni doktorat na Štokholmskoj ekonomskoj školi i Vaasanskom sveučilištu i Hankenovoj ekonomskoj školi u Vaasi i Helsinkiju. Bio je član izvršnog odbora Nokije u razdoblju između 1999. i 2012. godine.